# Бернар Фарси
Бернар Фарси (фр. Bernard Farcy; рођен 2. фебруара 1949. године), француски је глумац и комичар. Познат је по филмском серијалу Такси, где је тумачио улогу комесара, а у петом делу и градоначелника Жибера. Фарси је такође играо у филму Пакт са вуковима.
Студирао је на Конзерваторијуму драмске уметности у Лиону. Завршио је драмску школу у Ремсу, након чега се преселио у Париз. Играо је у позоришту у Монпарнасу; након сусрета са Домиником Беснеаром 1983. године, одиграо је прву улогу у дугометражном филму Месец у сливнику.
До средине деведесетих, Бернар Фарси је играо првенствено споредне улоге; након успеха у филму Такси променио је фах комедијских улога, заменивши их озбиљним глумачким остварењима. Успешна улога за Фарсија је била улога Шарла де Гола, коју је отелотворио на филму Le Grand Charles 2006. године. Познат је и по улози у филму Астерикс и Обеликс - мисија Клеопатра, где глуми гусара Риђобрадог. Глумио је у филмовима Три брата и наставцима филма Такси.